# Hippopotamus (genre)
Pour les articles homonymes, voir Hippopotamus.
Genre
Le genre Hippopotamus regroupe une espèce d'hippopotames vivante et plusieurs espèces fossiles. Certains de ces hippopotames étaient plus grands que l'hippopotame actuel comme l'Hippopotame européen ; d'autres, en raison d'un nanisme insulaire, de la taille de l'actuel hippopotame nain.

## Liste des espèces
L'espèce vivante
- Hippopotamus amphibius Linnaeus, 1758

Les espèces fossiles
- Hippopotamus aethiopicus
- Hippopotamus antiquus
- Hippopotamus creutzburgi
- Hippopotamus gorgops
- Hippopotamus kaisensis
- Hippopotamus meltensis
- Hippopotamus minor
- Hippopotamus sirensis

espèce dont le genre est controversé
- Hippopotamus lemerlei Grandidier, 1868

espèce dont l'existence est controversée
- H. behemoth
- H. major

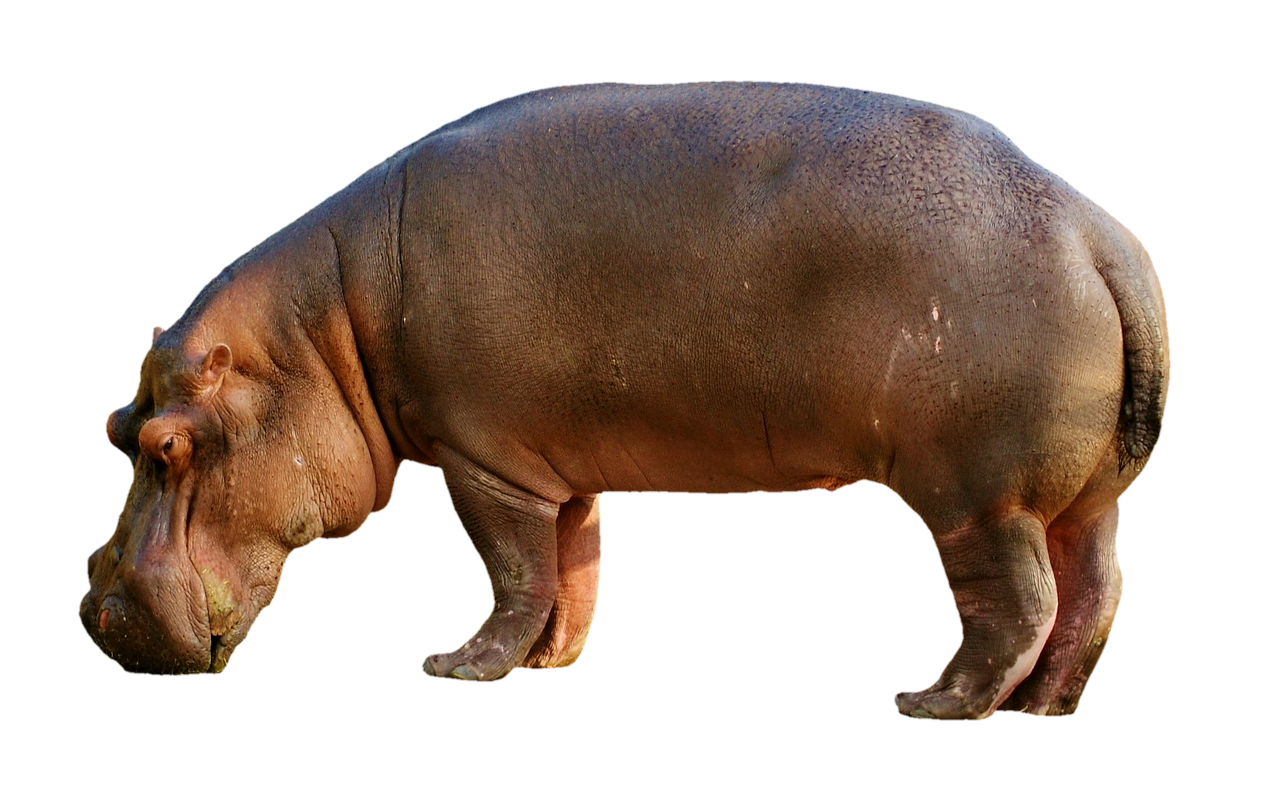
Hippopotamus amphibius
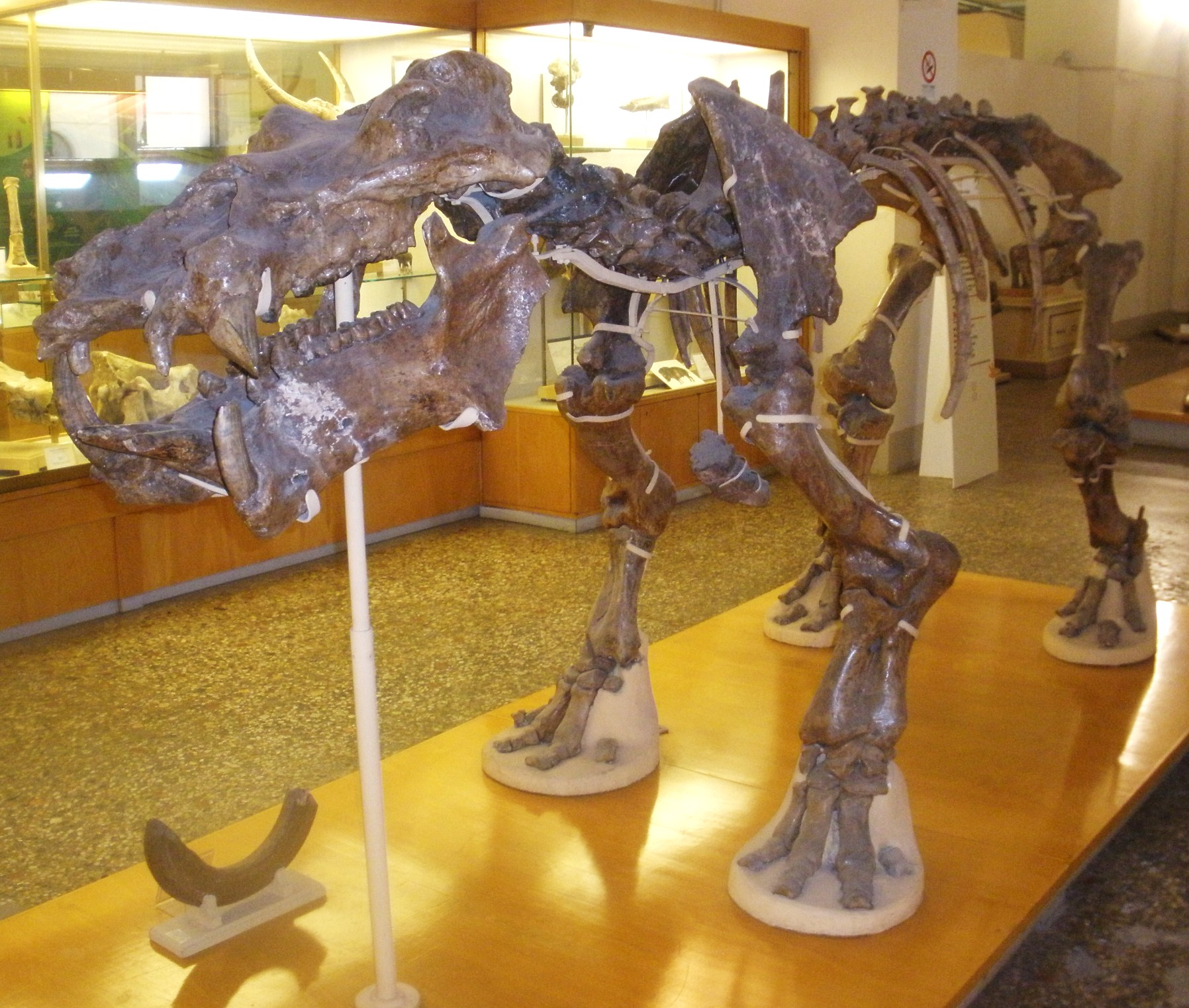
Hippopotamus antiquus
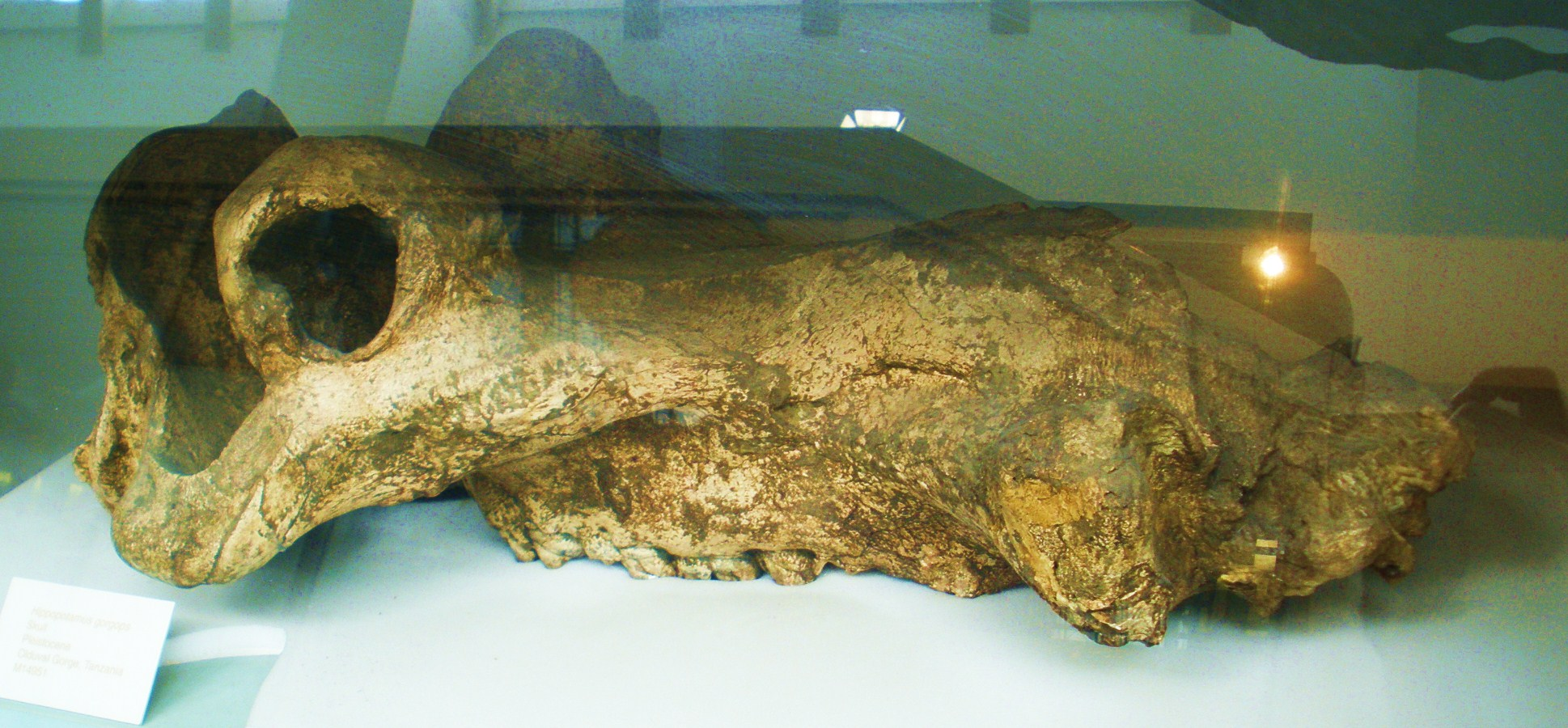
Hippopotamus gorgops
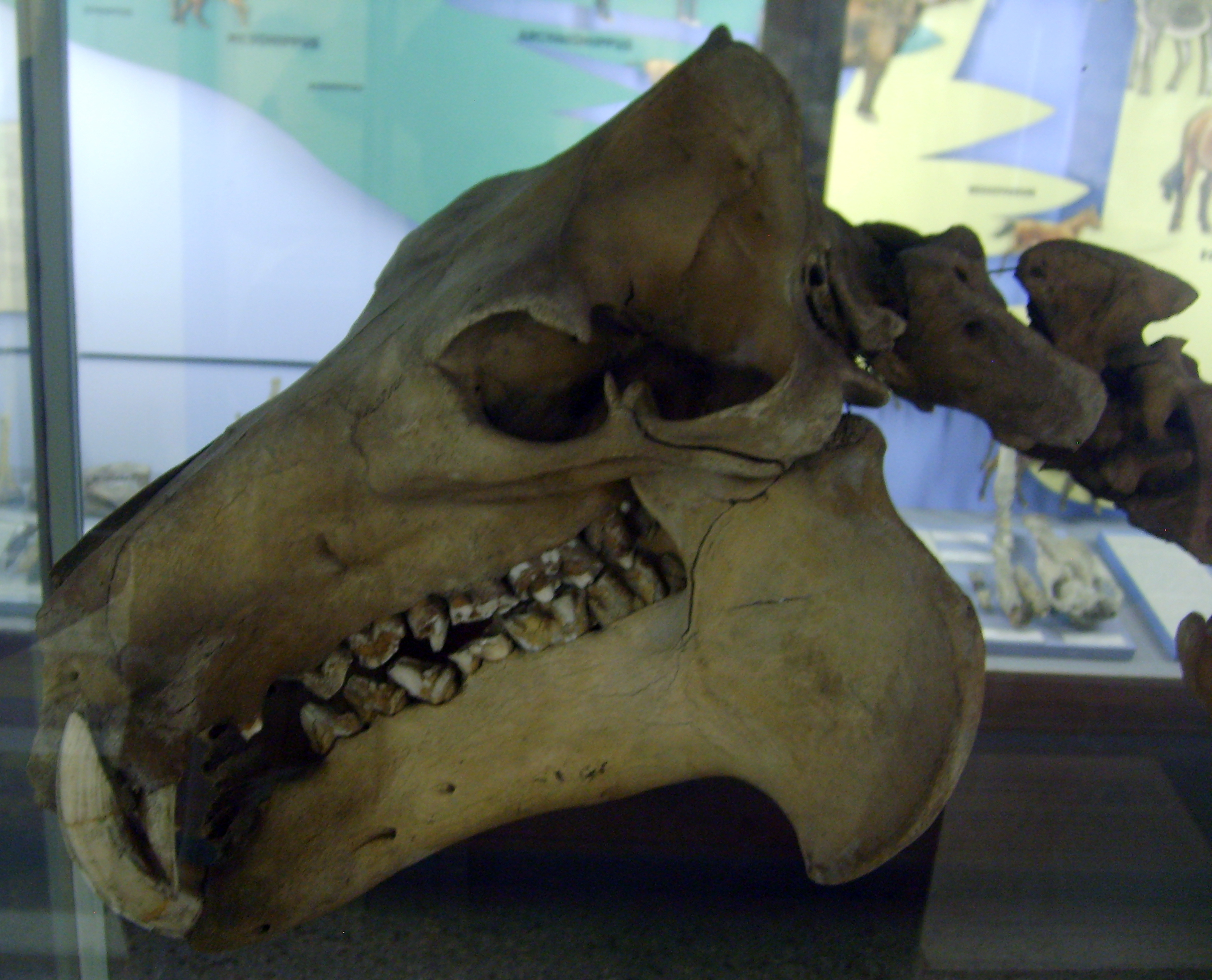
Hippopotamus lemerlei
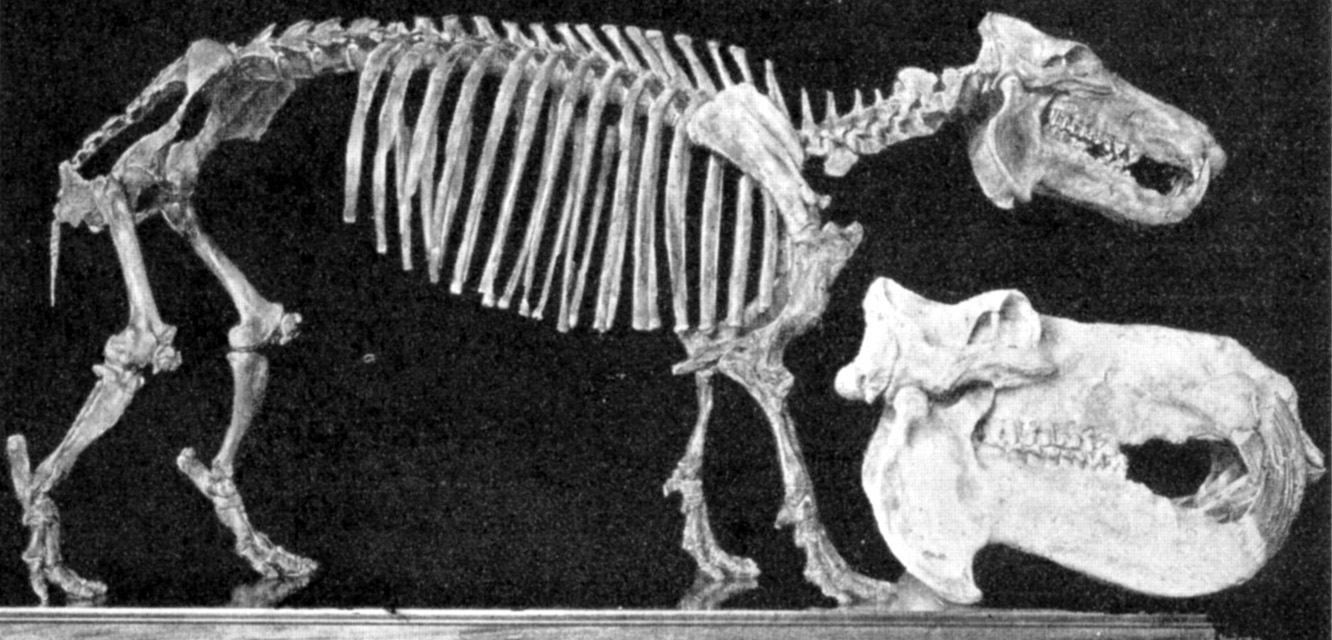
Hippopotamus madagascarensis
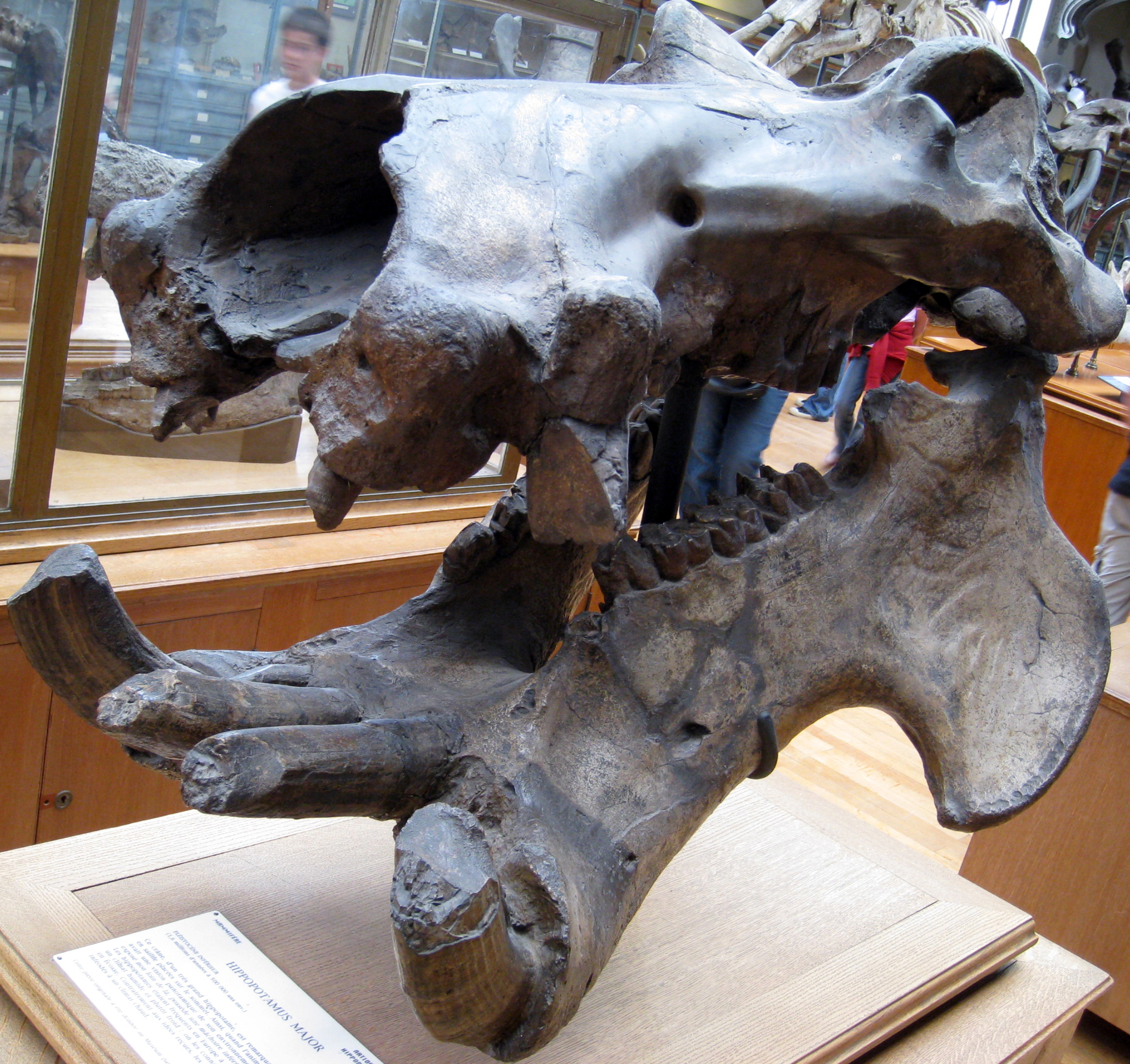
Hippopotamus major
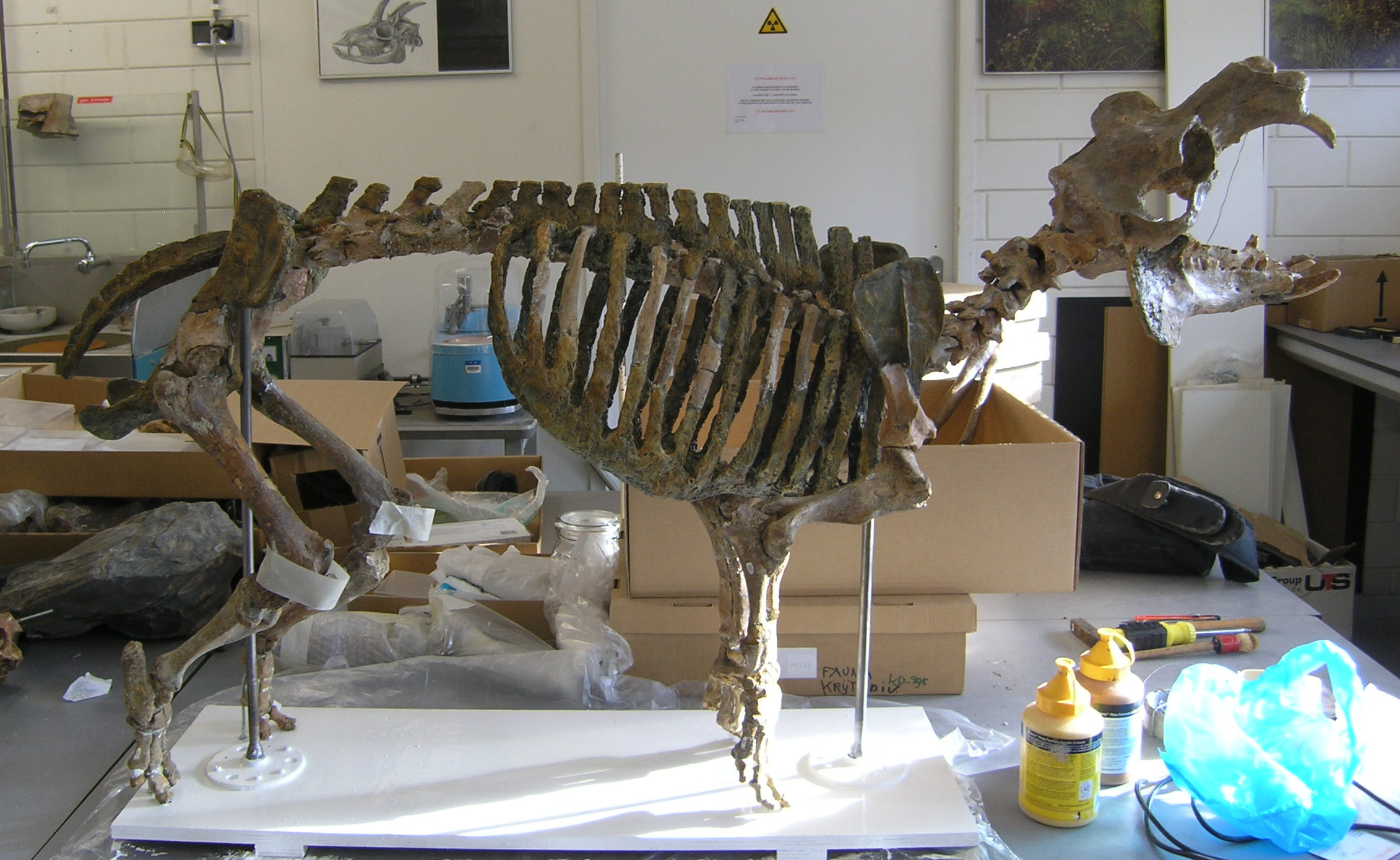
Hippopotamus minor